# Le Chay (quartier de Royan)
Pour les articles homonymes, voir Le Chay.
Le Chay est un quartier résidentiel de la ville de Royan. Situé dans la partie occidentale de la commune, il est mitoyen des quartiers de Foncillon et de Pontaillac. Il abrite deux petites « conches », ou plages : celle du Chay et celle du Pigeonnier.

## Histoire

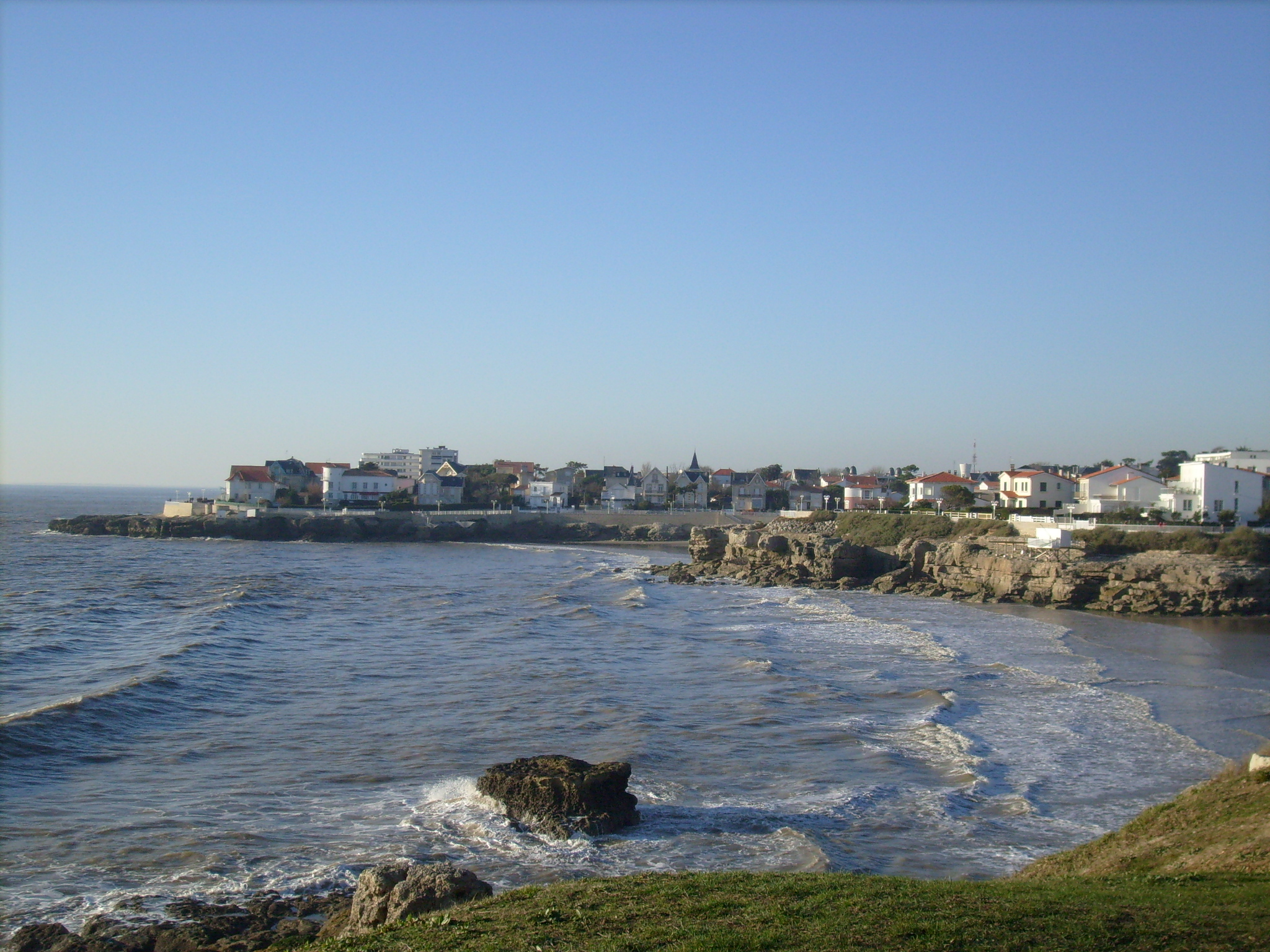
Les plages du Chay et du Pigeonnier en hiver.

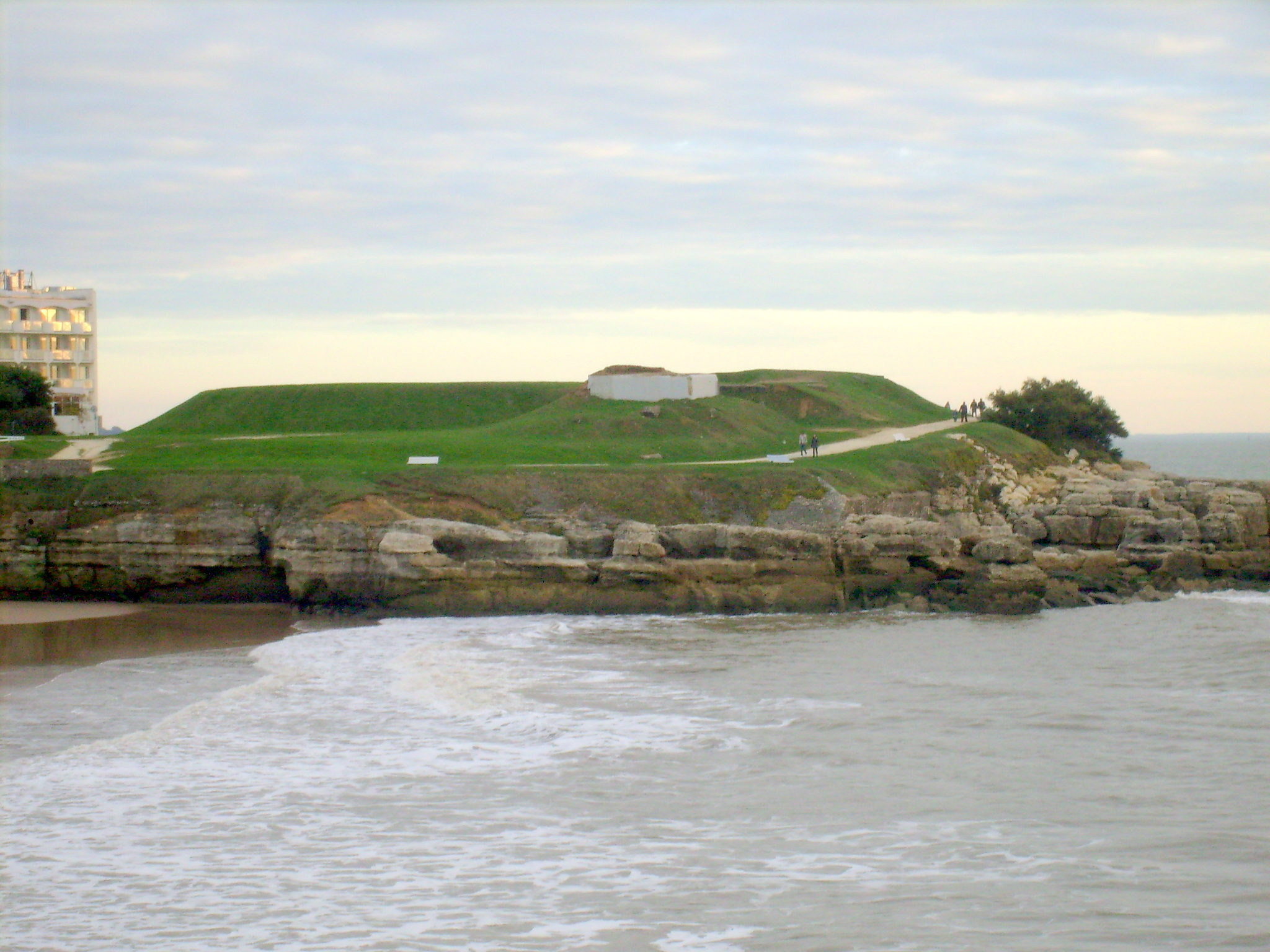
Le site de l'ancien fort du Chay.

La plage et le fort du Chay.

Les origines de ce quartier sont méconnues : cependant, son étymologie, se rapprochant du celtique « chail », signifiant pierre, pourrait laisser supposer une présence humaine remontant à la plus haute antiquité. Certains érudits locaux ont envisagé la présence d'une pierre sacrée, dolmen ou menhir, ayant laissé son nom au quartier. Plusieurs de ces structures, héritage de la période néolithique, sont visibles en différents points de la presqu'île d'Arvert : cependant, aucune trace d'occupation humaine antérieure au Moyen Âge ne semble avoir été retrouvée à ce jour sur le site.
La première mention connue d'un village nommé « Caium » est faite dans un ancien cartulaire de l'abbaye de Vaux. Cette très ancienne charte en latin médiéval indique qu'un legs est fait sur les terres du village par le seigneur du lieu, Pierre de Didonne. À cette époque, le village est situé sur les terres du prieuré Saint-Nicolas, situé un peu au nord. Un ancien sentier, dit « de la chapelle » était encore partiellement indiqué sur les cartes en 1891.
Un village dit « Le Chée » figure sur une carte tracée en 1674 ; l'emplacement du village est également indiqué par les relevés de l'ingénieur royal Claude Masse en 1706. Entouré « d'un bois au milieu des champs », le village semble avoir été limité à un hameau de paysans. À proximité immédiate de celui-ci, le hameau du « Pigeonnier » semble indiquer la présence d'une fuie et par la même, d'un logis seigneurial, la possession d'un pigeonnier étant alors un privilège réservé aux nobles et à certains établissements religieux.
Néanmoins, la configuration particulière des côtes va inspirer l'idée au nouveau gouverneur des côtes de « Poitou, Aulnis et Xaintonge », le marquis de Sennecterre, tout juste promu au maréchalat de France, de bâtir une batterie défensive sur les hauteurs de « Guette-Lamy ». Garnie de huit canons, elle offre l'avantage de présenter une vue très dégagée sur l'embouchure du fleuve. 
Dans le même temps, le conseil d'état décide l'érection d'une tour haute de près de 26 mètres afin de servir d'amer aux navires croisant au large.
Sous le Second Empire, le village est encore constitué d'un habitat épars : d'un côté se trouve le village, habité principalement par des cultivateurs et entouré par des bois demeurés presque vierges ; de l'autre, sur la falaise, se dresse le fort, modernisé une nouvelle fois en 1853.
Les alentours de celui-ci sont divisés en trois zones militaires : dans un périmètre de 250 mètres, toute construction est strictement interdite (première zone), dans un périmètre de 250 à 487 mètres, les constructions sont soumises à restrictions (seconde zone). Cette législation draconienne freine le développement immobilier ; cependant hors des limites de ce périmètre, apparaissent les premières villas balnéaires. En 1873, on édifie un premier phare pour remplacer l'ancien amer : il s'agit d'une structure carrée de 19 mètres de haut, coiffée d'une toiture en ardoise. La tour est détruite le 5 janvier 1945 et la tour actuelle construite en 1960.
À partir de 1877 commence la véritable extension du quartier, sous l'impulsion du docteur Lucazeau : propriétaire de nombreuses parcelles, il entreprend de vendre une partie des terrains dont il est propriétaire afin de développer un lotissement balnéaire, à l'image de ce qu'entreprend alors Jean Lacaze, fondateur de la station balnéaire voisine de Pontaillac. Désireux de promouvoir le quartier, il envisage l'ouverture d'un casino, « L'Eldorado » ; celui-ci ne sera cependant jamais réalisé. En 1885, la municipalité fait édifier un château d'eau, dont le souvenir se perpétue à travers le nom d'une rue (la rue du Château d'eau). Cinq ans plus tard, en 1890, les premières rames du tramway permettent de relier le quartier au centre-ville.
Le développement du quartier va croissant tout au long de la période de la « Belle Époque », sans toutefois que le cadre naturel ne soit trop dénaturé. Dans les années 1930 encore, on parle des « bois de chênes déserts » qui séparent Le Chay de la très mondaine Pontaillac.
En 1940, le quartier accueille bien malgré lui de nouveaux visiteurs : arrivés au matin du 24 juin, les soldats de la Wehrmacht installent leurs quartiers dans le fort, réquisitionnant au passage quelques villas au point que les militaires allemands en deviennent plus nombreux que la population locale. Deux ans plus tard, les premiers « volontaires » du STO contribuent à moderniser le fort, sous la direction de l'organisation Todt. 
Des blockhaus - dont une partie des structures est toujours visible aujourd'hui - sont construits à cette époque, tandis que les vieux canons de marine sont remplacés par un dispositif de canons antiaériens.
Le 12 septembre 1944, le quartier est intégré dans la poche de Royan, assiégée par les Alliés. Les habitants sont invités à abandonner leurs demeures ; cependant tous n'obéissent pas à cette consigne, désireux d'éviter les pillages. 
Le 5 janvier 1945, la ville de Royan est détruite à près de 80 % par les bombardements de la RAF. Le quartier du Chay est relativement épargné et détruit à « seulement » 30 %. Le 16 avril, Le Chay est libéré par le 48e zouaves. 
Le lendemain, le commandant allemand, le contre-amiral Michaelles, pris au piège dans son quartier général de Pontaillac, choisit de se rendre aux alliés. Il est 12 h 40 : à Royan, la guerre est finie.
Dans les années 1950, le quartier est reconstruit progressivement. On envisage un temps l'aménagement du nouveau port de la ville au Chay : celui-ci aurait alors englobé les conches du Chay et du Pigeonnier. Le projet, jugé trop onéreux, est finalement refusé par la municipalité.
En 1991, on modernise le complexe hôtelier et le centre de thalassothérapie situés sur la falaise. En 1995 enfin, un sentier de promenade est aménagé à proximité des ruines du fort. En 2010, un parcours sportif est mis en place, comptant une dizaine d'agrès (appareils de musculation, rameurs, etc.) accessibles en libre service. Un accès à la véloroute EuroVelo 1 (« Vélodyssée ») est aménagé à proximité.

## Pour approfondir